# 新会交通
新会交通擁有中度發展的交通網絡，道路由公路、鐵路及橋樑等組成。其內主要交通工具有城軌、普鐵、高鐵、巴士、小巴、的士、渡輪等，交通問題有交通擠塞、舊城區道路設計過時、汽車流量過大等。

## 道路網絡
根據2007年的數據，新會共有公路通車里程1845.6公里，公路密度為每百平方公里132.8公里，其中高速公路通車里程38.6公里；一級公路通車里程182.9公里；二級公路通車里程129.7公里；三級通車里程470.5公里；四級通車里程445.9公里；等外公路通車里程558公里。新會的道路網絡，大致上可以分為公路、橋樑及渡口。新会擁有五條的高速公路及其連接路，組成四條主要的幹線，連接会城至各乡镇。

## 公路
新会的公路大致上可以分為高速公路、国道、省道、县道、乡道及街道。新会首條公路是江鹤公路，於1919年通車。而首條高速公路則是於1996年通車的佛开高速公路。

### 高速公路
- 銀洲湖高速
- 新台高速
- 西部沿海高速公路
- 瀋海高速
- 江珠高速公路
- 中陽高速

### 高级公路
- 江門大道：鹤山←→新會南門大橋  长84公里
- 010国道：司前风门坳←→司前石步 长10.813公里，四车道。
- 205省道：睦洲新沙←→睦洲南环
- 206省道：司前海滘←→罗坑六堡 长10.885公里，四车道。
- 304省道：仅会城江咀一段 长1.941公里，两车道。
- 306省道：沙堆南门大桥←→崖南古兜 长16.599公里，两车道。
- 325国道：仅司前古猛一段 长1.749公里，四车道。
- 364省道：会城江咀新礼大桥←→司前潭江桥 长35.607公里，大部分路段为四车道。
- 270省道：会城江咀←→沙堆南门大桥 长50.318公里，大部分路段为四车道。
- 271省道：会城三联←→崖南高速路口 长41.574公里，大部分路段为四车道。
- 亿利大道：双水墟←→天亭墟 长5.298公里，四车道。

### 普通公路
- 272省道：睦洲牛牯田←→睦洲黄布 長21.68公里，两車道。
- 365省道：崖南←→古兜 長17.409公里，大部分路段为两車道。
- 533县道：三江官田←→大鳌新中渡口 長21.356公里，大部分路段为两車道。
- 538县道：三江荣汉大桥←→三江官田 長5.349公里，两車道。
- 539县道：双水←→罗坑六堡 長28.949公里，两車道。
- 540县道：古井古会桥←→沙堆南门大桥 長27.624公里，两車道。
- 541县道：小冈←→罗坑 長6.903公里，大部分路段为四車道。
- 542县道：会城←→七堡 長5.676公里，大部分路段为两車道。
- 561县道：大泽←→潮透 長7.753公里，大部分路段为两車道。
- 581县道：仅古井南朗一段 長795米，两車道。
- 002乡道：古井古会桥←→古井长乐
- 007乡道：崖门仙洞←→崖门三村
- 014乡道：天亭墟←→沙路
- 015乡道：天亭墟←→罗湾
- 020乡道：古井墟←→古井管咀
- 191乡道：大泽墟←→鲗鱼山
- 897乡道：大泽沙冲←→大泽三水

## 軌道
- 廣珠鐵路
- 深湛鐵路江湛段巳開通，深江段在建。
- 廣珠城際軌道江門線
- 珠肇高速鐵路在建

## 隧道
- 猫山隧道
- 将军山隧道
- 吉仔公隧道
- 江门隧道
- 白石岭隧道

## 橋樑及渡口
新会岛屿众多，河网纵横。要連接各個地方，則有赖橋樑及渡口。

### 橋樑
新会橋樑最古老者，是坐落在龙溪庙前的龙溪桥，建于南宋开禧三年（1207年）。
- 新礼大桥：连接会城奇榜至礼乐长围
- 江咀大桥：连接会城江咀至礼乐长围（江中高速公路组成部份）
- 大洞大桥：连接会城大洞至三江官田（270省道组成部份）
- 金牛头大桥：连接会城西盛至会城茶坑（270省道组成部份）
- 黄克競纪念大桥：连接会城三联至会城群胜（271省道组成部份）
- 慈母黄张见纪念大桥：连接会城群胜至七堡
- 牛湾大桥：连接司前莲洲至罗坑河清（新台高速公路组成部份）
- 黄宣充纪念大桥：连接会城南坦至双水梅冈（271省道组成部份）
- 崖门大桥：连接古井三崖至崖南（西部沿海高速公路组成部份）
- 金门大桥：连接沙堆梅阁至斗门大濠涌（西部沿海高速公路组成部份）
- 南门大桥：连接沙堆梅阁至斗门大濠涌（540县道组成部份）
- 深吕大桥：连接三江深吕至三江官田
- 荣汉大桥：连接三江深吕至礼乐
- 三牙大桥：连接三江南阳至睦洲墟（533县道组成部份）
- 马崇康纪念大桥：连接睦洲墟至睦洲大涌
- 莲腰大桥：连接睦洲南秧至睦洲莲子塘
- 新沙桥：连接睦洲新沙至礼乐向东
- 虎坑大桥：连接三江白庙至三江联合（270省道组成部份）
- 银鹭大桥：连接会城至双水（江門大道南组成部份）
- 银洲湖特大桥：连接三江至双水（中開高速公路组成部份）
- 大鳌特大桥：连接睦洲至大鳌（新中一级公路组成部份）

### 渡口

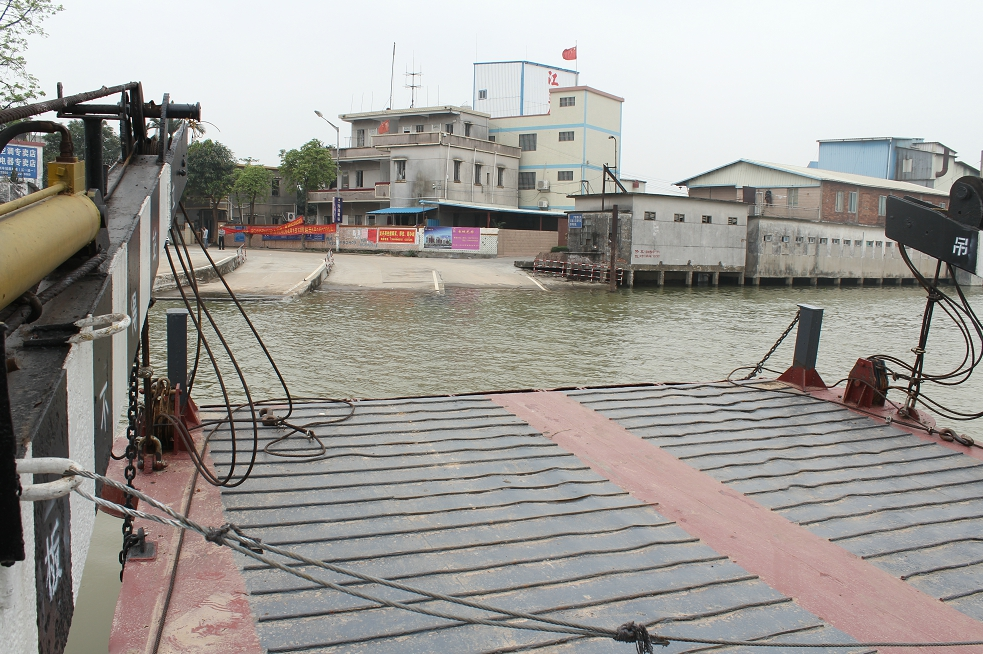
睦洲渡口

- 会城
  - 大滘－礼乐逢兴里
  - 天禄－南坦
  - 天马－双水
  - 容屋－罗坑
- 罗坑
  - 石咀－司前三益
- 三江
  - 渔业－沙仔
  - 新村－单排
  - 南阳－新前
- 古井
  - 长乐－黄涌
  - 崖门炮台－崖南
- 沙堆
  - 梅阁－斗门南门
  - 八顷－斗门谦益
- 睦洲
  - 睦洲－梅涌
  - 睦洲－南镇(272省道组成部分)
  - 睦洲－梅大冲
  - 南秧－南镇
  - 腰股－黄布
  - 黄布－大鳌尾
  - 南镇－石板沙
  - 石板沙－大鳌
- 大鳌
  - 百顷－睦洲牛牯田
  - 大鳌－大屿
  - 百顷—中山六沙
  - 大鳌－中山横栏(533县道组成部分)
  - 安生－中山全禄

## 公共交通服务

### 巴士

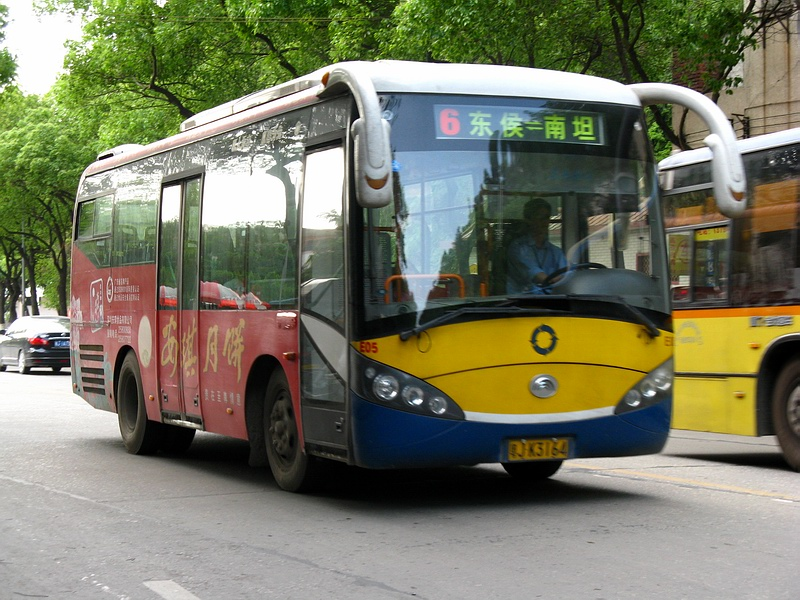
新会新福利6号线中巴

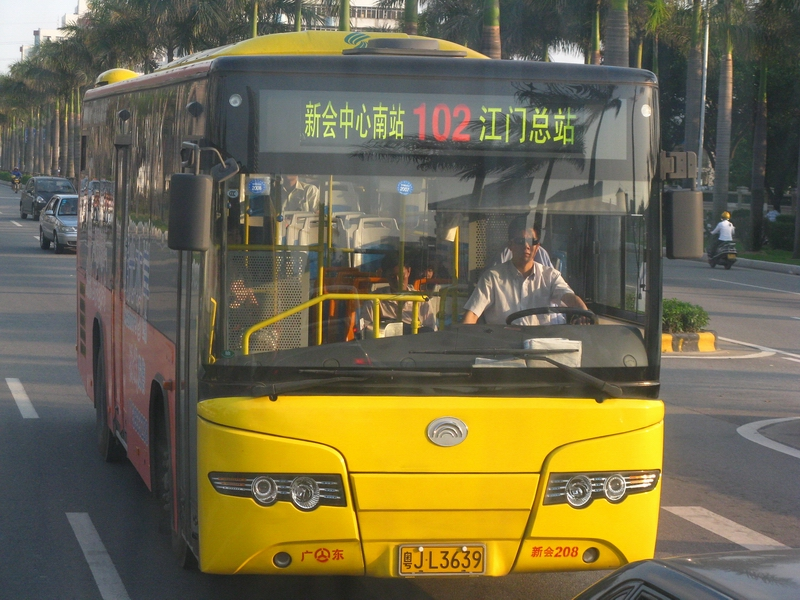
新会新誠102线大巴

巴士是新会最主要公共交通工具。新会区内有四间巴士公司行走。分别为
- 新會新福利巴士服務有限公司
- 江门市汽车运输集团新会汽车总站
- 江门市汽车运输集团新诚公交汽车分公司
- 江门市公共汽车有限公司。

新会新福利經營路線
| 路线号 | 起訖點                    | 全程收費 | 班次      | 服务时间                                                   | 备注                               |
| ------ | ------------------------- | -------- | --------- | ---------------------------------------------------------- | ---------------------------------- |
| 1      | 金沙广场↔三江             | ￥3      | 10-15分钟 | 金沙：5：45—22：00 三江：6：20—22：45                      | 60—64岁长者半价 65岁以上长者免费   |
| 2      | 金沙广场↔江门人人乐       | ￥1.5    | 8-10分钟  | 金沙：5：45—22：00 人人乐：6：00—22：40                    | 同上                               |
| 3      | 金沙广场↔滑草场           | ￥1.5    | 12-15分钟 | 金沙：6：00—21：30 滑草场：6：30—22：07                    |                                    |
| 5      | 同和↔金碧湾               | ￥1.5    | 24分钟    | 同和：6：00—20：00 金碧湾：6：00—20：30                    | 尾班车为“李苑—新车站”21:30双向对开 |
| 6      | 东候↔南坦                 | ￥1.5    | 60分钟    | 东候：6：30—19：30 南坦：6：00—20：00                      | 南坦尾班车到金沙止                 |
| 7      | 东候↔五堡                 | ￥3      | 一日一班  | 东候：12:00 五堡：12:45                                    |                                    |
| 8      | 新汽车总站↔金沙（紫云观） | ￥1.5    | 25分钟    | 金沙：6：00—21：30 东甲：6：35—22：00                      | 往紫云观一小时一班                 |
| 9      | 新汽车总站↔七堡           | ￥2.5    | 20-30分钟 | 汽车站：6：00—21：00 德昌：6：20—21：40 冲那：6：40—20：00 |                                    |
| 10     | 新汽车总站↔双水           | ￥3      | 10-15分钟 | 汽车站：5：50—22：00 双水：6：00—22：40                    |                                    |

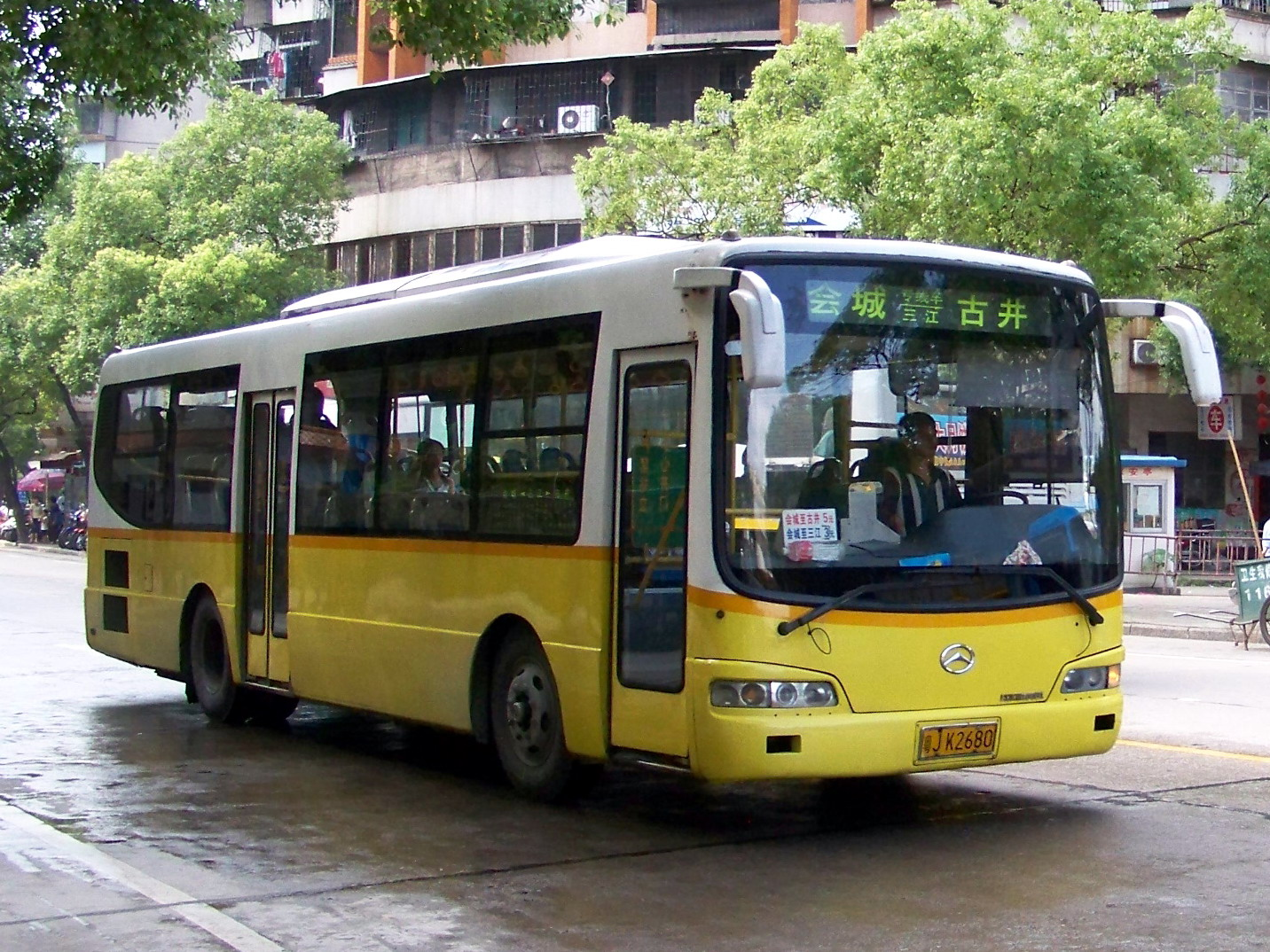
新会209线巴士

| 11     | 新汽车总站↔沙路           | ￥5      | 30分钟    | 汽车站：6：00—21：00 沙路：6：00—22：10                    |                                    |
| 12     | 新汽车总站↔睦洲           | ￥4.5    | 30分钟    | 汽车站：5：55—21：00 睦洲：6：15—22：00                    |                                    |
| 13     | 新汽车总站↔梅阁           | ￥7      | 15-30分钟 | 汽车站：6：00—21：00 梅阁：6：00—21：00                    | 往南门桥一日4班                    |
| 15     | 新汽车总站↔大鳌           | ￥5      | 30分钟    | 汽车站：6：00—20：00 大鳌：6：30—21：30                    | 新福利首条搭渡轮过江路线。         |
| 16     | 新汽车总站↔蓢头           | ￥4      | 30分钟    | 汽车站：6：00—20：00 蓢头：6：30—21：00                    |                                    |
| 17     | 帝临南路↔塔岭             | ￥5      | 一日一班  | 帝临南：12：00 塔岭：13：00                                |                                    |
| 18     | 睦洲↔莲溪                 | ￥3      | 一日四班  | 睦洲：6：00—17：00 莲溪：6：45—17：45                      | 新福利第二条搭渡轮过江路线         |
| 18A    | 睦洲↔龙泉                 | ￥2      | 一日五班  | 睦洲：6：00—19：25 龙泉：8：00—19：00                      | 睦洲尾班车回金沙                   |
| 专线   | 旧车站↔新车站             | ￥1.5    | 20-30分钟 | 旧车站：5：45—22：30 新车站：6：05—22：45                  |                                    |

新诚經營路線
| 路线号 | 起訖點              | 全程收費 | 班次      | 服务时间                                | 备注                     |
| ------ | ------------------- | -------- | --------- | --------------------------------------- | ------------------------ |
| 101    | 新会旧站↔新诚车站   | ￥2.5    | 8-10分钟  | 会城：6：30—22：30 江门：6：20—22：30   |                          |
| 102    | 新会车站↔江门车站   | ￥3      | 10分钟    | 会城：6：30—22：30 江门：6：20—22：30   |                          |
| 103    | 梁启超故居↔新诚车站 | ￥4.5    | 15-20分钟 | 茶坑：6：15—21：40 江门：6：15—21：40   |                          |
| 104    | 睦洲↔新诚车站       | ￥5.5    | 20分钟    | 睦洲：6：50—19：50 江门：6：00—18：40   | 行经外海                 |
| 109    | 古井↔新诚车站       | ￥7.5    | 25分钟    | 古井：6：20—20：30 江门：6：00—20：30   |                          |
| 110    | 九子沙↔新诚车站     | ￥7.5    | 97分钟    | 九子沙：6：20—20：30 江门：6：00—20：30 |                          |
| 112    | 大鳌↔新诚车站       | ￥6.5    | 30-40分钟 | 大鳌：7：00—19：40 江门：6：40—18：00   | 新诚首条搭渡轮过江路线。 |
| 113    | 新会车站↔麻园       | ￥3      | 30分钟    | 会城：6：50—17：50 麻园：6：50—19：25   |                          |
| 114    | 睦洲↔江门车站       | ￥5.5    | 10-25分钟 | 睦洲：6：40—19：40 江门：6：00—18：30   | 行经礼东                 |

江门汽车运输集团新会汽车总站经营路线
| 路线号     | 起訖點          | 全程收費 | 班次       | 服务时间 | 备注             |
| ---------- | --------------- | -------- | ---------- | --- | ---------------- |
| 201        | 会城↔陈涌       | ￥4      | 25分钟     | 会城：6：00—22：15 陈涌：6：15—22：00                                                                        |                  |
| 202        | 会城↔六堡       | ￥5.5    | 40分钟     | 会城：5：45—19：45 六堡：6：20—20：15                                                                        |                  |
| 203        | 会城↔天湖       | ￥5      | 60分钟     | 会城：6：00—21：30 天湖：6：50—21：30                                                                        |                  |
| 205        | 会城↔司前       | ￥5.5    | 12-15分钟  | 会城：6：00—23：00 昆仑：6：00—22：30 三益：9：15、13：30、15：55 石步:7：36、10：24、13：10、16：03、17：36 | 套跑共和专线     |
| 共和专线   | 会城↔共和       | ￥5      | 一日三班   | 会城：7：00、11：25、17：50 共和：7：50、12：15、18：40                                                      |                  |
| 206        | 会城↔大泽       | ￥2.5    | 15分钟     | 会城：6:15-22：00 大泽：6:15-22：00                                                                          |                  |
| 207        | 会城↔崖西       | ￥6      | 30分钟     | 会城：6:00-22：00 崖西：5:35-21:50                                                                           | 套跑古兜专线     |
| 古兜专线   | 会城↔古兜       | ￥12     | 55-175分钟 | 会城：6:40、7：40、8:35、10:50、 13:10、15:50、18:40 古兜：8:25、10:10、12:40、14:55、17:35、20:30           |                  |
| 208        | 会城↔崖南       | ￥7      | 20分钟     | 会城：6:00-21:00 崖南：5:50-21:00                                                                            | 套跑都斛专线     |
| 都斛专线   | 会城↔都斛       | ￥15     | 一日一班   | 会城：7:40                                                                                                   | 往大广海湾经济区 |
| 209        | 会城↔古井       | ￥5      | 15分钟     | 会城：6:00-22:00 古井：6:00-20:15                                                                            | 套跑南门桥专线   |
| 南门桥专线 | 古井↔南门桥     | ￥4      | 40分钟     | 古井：6:45-18:40 南门桥：6:45-18:40                                                                          |                  |
| 213        | 新車站↔梅閣     | ￥7.5    | 15分钟     | 新車站：6:00-21:00 梅閣：6:00-21:00                                                                          |                  |
| 216        | 江門站↔雙水鎮站 | ￥7      | 15分钟     | 江門站(珠西樞紐)：6:30-21:10 雙水鎮站(高鐵)：6:30-21:10                                                      | 往大廣海灣經濟區 |
| 311        | 滑草場站↔江門站 | ￥7.5    | 55分钟     | 滑草場站：6:00-21:00 江門站(珠西樞紐)：6:00-21:00                                                            |                  |

江门市公共汽车經營路線
| 路线号 | 起訖點          | 全程收費 | 班次      | 服务时间                                | 备注 |
| ------ | --------------- | -------- | --------- | --------------------------------------- | ---- |
| 6      | 滑草场↔会展中心 | ￥2      | 5-8分钟   | 滑草场：6：30—22：30 会展：6：20—22：30 |      |
| 10     | 江咀↔外海       | ￥2      | 13-15分钟 | 江咀：6：25—23：00 外海：6：30—23：00   |      |
| 17     | 江咀↔北街       | ￥2      | 15-18分钟 | 江咀：6：20—22：00 北街：6：40—22：00   |      |

斗门信禾公共汽车經營路線
| 路线号 | 起訖點    | 全程收費 | 班次   | 服务时间                              | 备注 |
| ------ | --------- | -------- | ------ | ------------------------------------- | ---- |
| 402    | 南朗↔井岸 | ￥8      | 30分钟 | 南朗：8：00—19：25 井岸：6：30—17：45 |      |

以上只列出來回程均途經新会区的巴士路線

### 出租車
新會人稱之為「的士」，是英文"Taxi"的粵語發音。目前新會的的士車身分别为紅、綠兩種顏色，红色车身为三侨的士；绿色车身为东安的士。

### 出租摩托車
新會人稱之為「摩托佬」，目前新會所有出租摩托車均為非法營運。兩輪「摩的」大多數集中在人流多的大街小巷。三輪「摩的」集中在五顯路，華僑大廈一帶。

### 黃包車
人力三輪車在新會是传统行業，目前還有25輛政府發牌的人力三輪車尚在營運，多集中於大新步行街十字路口。

### 軌道交通

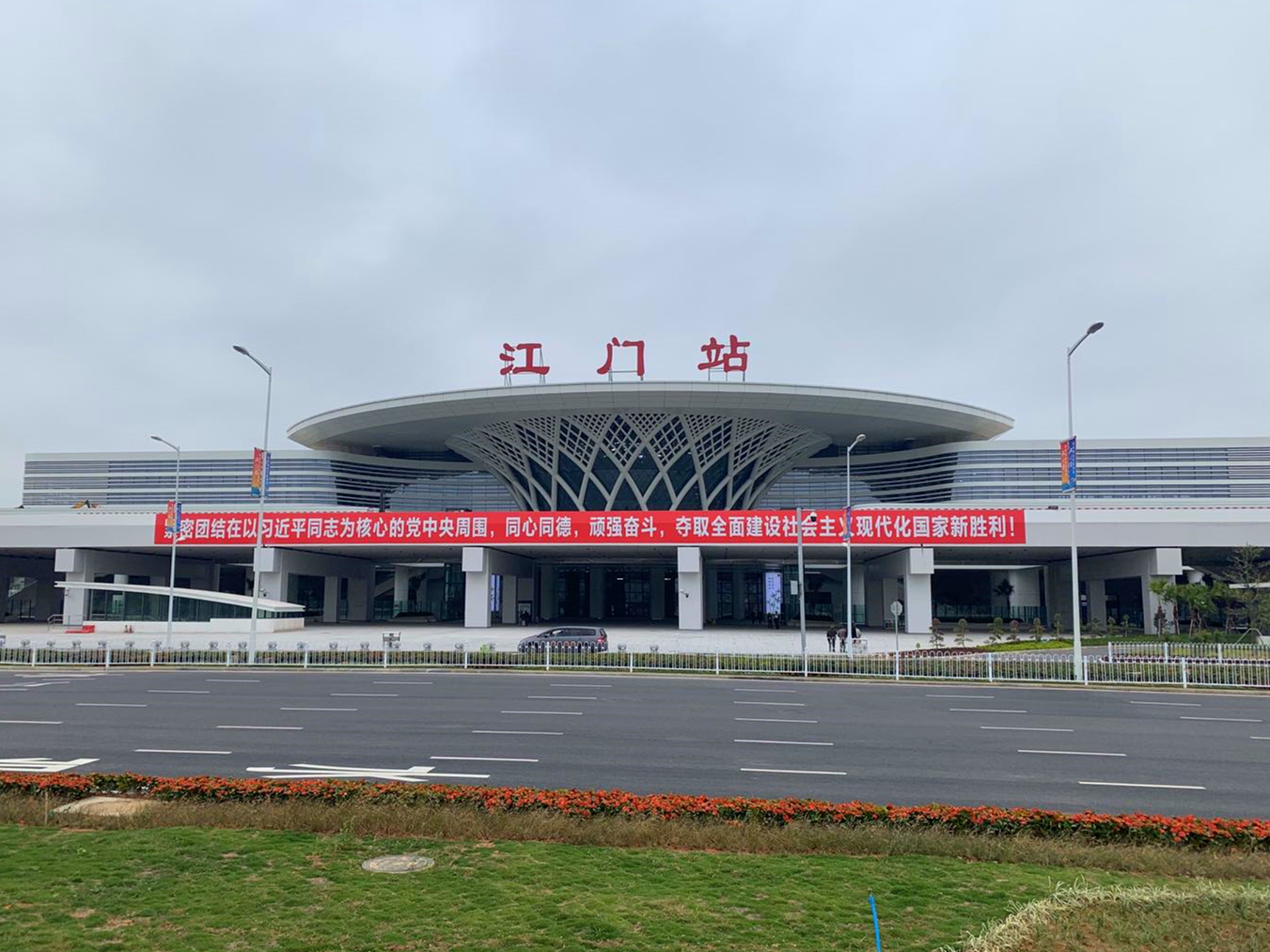
珠西綜合交通樞紐江門站

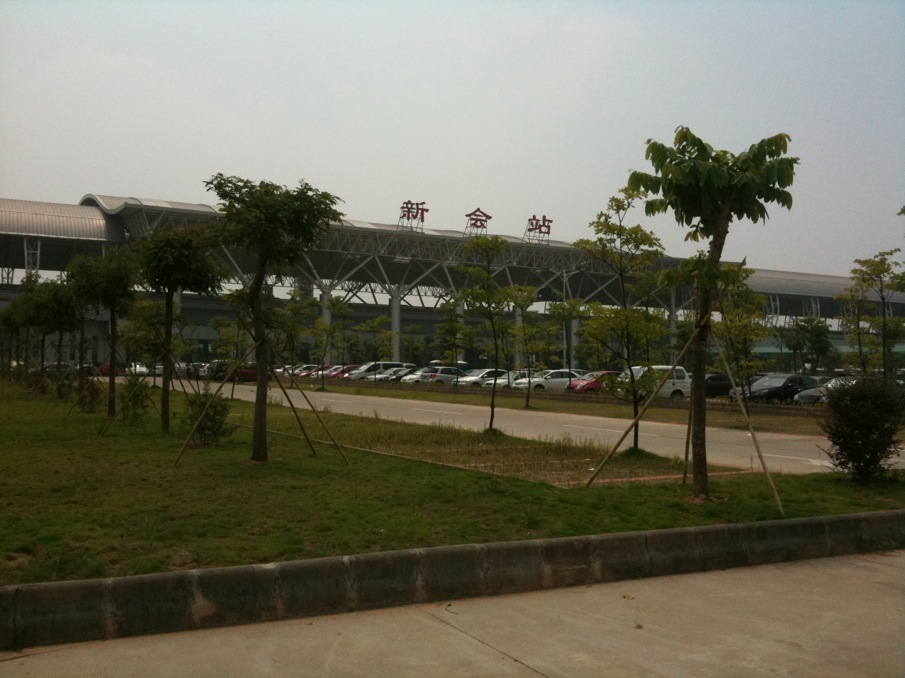
位于东甲村的新会站地盘

新會站是廣珠城際軌道交通江門線的架空站，位於廣東省江門市新會區會城街道東甲村附近。由於車站遠離新會汽車客運站，所以車站通車後將另有新汽車站服務乘客。該站在2011年1月7日启用。
江門站是廣珠城際軌道交通江門線的總站，位於廣東省江門市新會區江門大道南。該站又有珠西綜合交通樞紐之稱。2020年11月16日啓用。